# Torbay
Torbay ist eine selbständige Verwaltungseinheit (Unitary Authority) an der westlichen Seite der Lyme Bay im Südwesten Englands.
Torbay wird auch The English Riviera („die Englische Riviera“) genannt.

## Geschichte
In Torbay gingen 1688 die Invasionstruppen des niederländischen Statthalters Wilhelm von Oranien an Land (Glorious Revolution).
Torbay war bis 1997 ein Distrikt der Grafschaft Devon, ist aber heute selbständig und gehört zur Region South West England. Zu Torbay gehören neben mehreren kleineren Ortschaften vor allem die drei Städte Torquay im Norden, Paignton in der Mitte und Brixham im Süden.

## Partnerstädte
Hameln in Niedersachsen ist seit 1973 Partnerstadt von Torbay.

## Persönlichkeiten
- Ewen Green (1958–2006), Historiker
- Amanda Lawrence (* 1971), Theater- und Filmschauspielerin